# Strand der Sehnsucht
Strand der Sehnsucht (Originaltitel: Choo, Thai: ชู้, Aussprache: [ʧúː], wörtl: ein Mann, der ein Verhältnis mit einer verheirateten Frau hat) ist ein thailändischer und südkoreanischer Erotik-Thriller des Unternehmens R.S. Film. Er wurde nach einem Skript von Vatinee Orakorn verfilmt und bereits in mehrere Sprachen übersetzt. Der Film wird in Südostasien unter dem Namen Choo vertrieben, der internationale Filmtitel lautet The Sin.
Seine Erstvorführung hatte der Film 2004 bei den Internationalen Filmfestspielen von Cannes. Die deutsche Erstausstrahlung erfolgte am 3. Juli 2007 im ZDF.

## Handlung
Riam (เรียม) lernt auf einem thailändischen Markt den jungen Fotografen Thep (เทพ) kennen. Beide sind sich sehr sympathisch und kommen sich schließlich näher. Zu diesem Zeitpunkt wissen die beiden jedoch nicht, dass Riam Theps Stiefmutter ist. Theps Vater hatte die junge Frau aus einer Notlage gerettet und beide verliebten sich. Die Heirat findet daraufhin in beidseitiger Dankbarkeit statt. Als Thep nach seinen Auslandsstudium wieder in das Haus seines Vaters zurückkehrt, kann er die Gedanken an seine neue Geliebte nicht mehr verdrängen. Riam liebt Thep ebenfalls heiß und innig und fühlt sich das erste Mal als Mensch wahrgenommen. Als der Vater Theps verreist, nutzt das glückliche Paar die Gelegenheit, um sich noch mehr näher zu kommen. Es beginnt eine gefährliche Dreiecksbeziehung.